# Martin Bavngaard
Martin Bavngaard (født 19. december 1950 i Aarhus - 19. januar 2012 i Hadsund) var en dansk forfatter og journalist. Han blev student i 1969, efterfølgende blev han elev på Randers Amtsavis, og året efter i 1970 flyttede han til Hadsund.
Senere blev han lokaljournalist på Randers Amtsavises lokalredaktion i Hadsund. Det var han i 28 år.
Bavngaard sad som medarbejdervalgt repræsentant i Århus Stiftstidende og Randers Amtsavis's bestyrelser. I 2009 fratrådte han på grund af sygdom. I 1999 blev kåret som årets borger i Hadsund.
Martin døde af kræft i 2012. Han blev bisat fra Hadsund Kirke den 1. februar 2012.

## Udgivelser
- Skudsmål (1999)[4]
- Svinestreger (2007)[5]
- Bunker Af Karin Hede og Martin Bavngaard (2009)[6]
- Vildspor (2011)